# 松浦秀香
松浦 秀香（まつうら しゅうか、8月9日 - ）は、フリーランスの日本の女性声優。兵庫県尼崎市出身。

## 人物
名前の読みは訓読みでは無く、音読みでの「しゅうか」。兵庫県尼崎市出身。三人姉妹の長女。大のラーメン好きである。
声優を目指したきっかけは内気で引っ込み思案な性格を変えたいためであった。
地上波テレビアニメでの声優デビューは2019年の『ゾイドワイルド』のフキ役。それ以前の芸能活動は2017年頃から実写映画やTVCM等で出演があり、千葉テレビ『ダイヤモンド☆コレクション』ではリポーター兼インタビュアーを務めた。2024年2月迄はstudio A-CATに所属していた。

## 出演
太字はメインキャラクター。

### テレビアニメ
- ゾイドワイルド（2019年 43話～ゾイド狩り！男の約束～ フキ）
- 最響カミズモード!（2020年 - 2021年、ピコッタ[6]）
- 装甲娘戦機（2021年、装甲娘、女性民衆）
- 農民関連のスキルばっか上げてたら何故か強くなった。（2022年、ルリの村人②、ルルグスの人々）
- 魔王軍最強の魔術師は人間だった（2024年、女性客C、女性客）

### 劇場アニメ
- ラブライブ!サンシャイン!! The School Idol Movie Over the Rainbow（2019年）

### 吹き替え

#### ドキュメンタリー/ビデオパッケージ
- ダイナソーX（2019年）日本語吹替版 [DVD]

#### 長尺外画/ビデオパッケージ/配信
- リトル・ドリトル〜動物と話せる少女 リリアーネ〜（2019年）日本語吹替版 [DVD]　ローラ、エマ、レオン
- BLACK SHEEP（2020年）日本語吹替版 [Blu-ray/DVD/Amazon prime Video] エクスペリエンス、ヘンリー少年時代
- サタニックパニック（2021年）ジュディ［メインキャスト(Rudy Modine吹き替え担当)］、＋少年1

#### Amazon Prime Video/Videx/U-NEXT/RakutenTV
- 「バッド・ツイン 双子の罠」ロビン＋女性ファン2、女性看護師1、無線音女性

#### アニメ/Netflix配信
- ネクトン一家の深海探検 シーズン3（2019年）【エピソード2:オフライン】（アデル・フレミング）[7]

### ナレーション

#### CM
- ローソンおさいふPonta劇場！「－ムリにとは言わないので試しに作ってみてネ！－」（上手のＢ子[8]）
- AreAreA (アレアレア) 「ラーメンスクエア・ KIDS SET 」[9][10]
- スマホアプリゲーム［ios・Android］『 三國志－真戦－ 』[11](ゲーム解説動画ナレーション）
- 「楽天リーベイツ」ポイ活解説動画（広告LP＆ガイドページナレーション）
- 「楽天リーベイツ」よくあるご質問 篇 解説動画

#### 企業ＶＰ用
- 「医療関連 検査キット」使用説明ナレーション　(※別名義)

### ゲーム

#### PS4／Xbox One／PC
- 「ボーダーランズ３」ダブル・ディーセブン、キラボルト・ファン・ガール、ラナ、パンドラ・フィーメール１、ラゾール・ツース
- 「ボーダーランズ３・DLC第一弾～モクシィのハンサム・ジャックポット 乗っ取り大作戦～」ダブルダウンドミノ、リアハート、トラッシュランティスフィメール1
- 「トニー・ホークプロ・スケーター１＋２」

#### PS5／PS4／Xbox One／Xbox Series X|S／PC (Battle.net)
- 「CALL of DUTY：VANGUARD」(コール_オブ_デューティ_ヴァンガード) Beatrice Mercier (ベアトリス・メルシエ)

#### PS5／PS4／Nintendo Switch／Xbox One／Xbox Series X|S
- 「レゴ®スター・ウォーズ™スカイウォーカー・サーガ」Zorri Bliss (ゾーリ・ブリス)
- 「 HOGWARTS LEGACY（ホグワーツ・レガシー）」レノーラ・エバーリー、アン・サロウ、サマンサ・デール、ネリダ・ロバーツ、ネリー・オグスパイア、ローレンス・デイビス、デイジー・レイブ、ソフロニア・フランクリン、ゼノビア・ノーク、イシドーラ・モルガナーク（守護者）他　計15キャラ担当

#### PS5／PS4／Nintendo Switch／Microsoft Windows
- 「ファントム・ブレイブ」 幽霊船団と消えた英雄（技師）

#### PC (STEAM)
- 「ブレイブブルー エントロピーエフェクト」(正式版）アシスタント

#### スマホアプリ
- 「コード：ドラゴンブラッド」ス・オンギ、鈴蘭里奈、沢野詩織、芥川純子[12]
- 「馬神さまっ！」スレイ、モグさん
- 「逆転オセロニア」マデリン[13]
- 「ラストピリオド ～巡りあう螺旋の物語～」第2部・第5章『千年修羅の不死蝶』ライヘルクルツ、魔女A
- 「ラストピリオド ～巡りあう螺旋の物語～」第2部・第6章『永久闘土の建国記』ライヘルクルツ
- 「ラストピリオド ～巡りあう螺旋の物語～」第2部・第7章『鉄の国に哀悼を』ライヘルクルツ、30代一般女性A
- 「エゴエフェクト：フラクタス」一条美月（家庭主婦）[14]
- 「トリニティ・ギアーズ」 (大陸版・日本版)  アーチェル・ヴィッカース

#### トレーディングカード アーケードゲーム
- データカードダス「最響カミズモード！」（ピコッタ）[6]

### オーディオブック(書籍朗読音声コンテンツ)
- 「かみさまは小学5年生」（すみれ）[15]
- 『漫画 バビロン大富豪の教え 「お金」と「幸せ」を生み出す五つの黄金法則』（バンシル）（少年期～青年期まで）[16]

### ネット配信ラジオ
- 魔法司書室 ビブリオンの魔法使い（第３皇女アリシア[17]）
- 作品朗読紹介「カワイイ俺とキミの嘘！」 カイ、店員[18][19]

### 映像

#### 劇場公開映画
- 「私は絶対許さない 」水商売風の女性

#### ＴＶ番組
- チバテレビ【ダイヤモンド☆コレクション】「リアル脱出ゲーム大パーティー」 リポーター　[20]

#### セルＤＶＤ
- 「本当に超くだらないドッキリ映像」Vol.2 ～路地の角を曲がると、侍が出現！～編

#### ＴＶCM・Web-CM
公営競技場、医薬品メーカー、テーマパーク、大手通信会社、大手外食チェーン店、大手ハウジングメーカー、飲料水(酒造)メーカー、大手某コンビニ「創業祭」、某求人アプリ等、TVCM  多数出演